# Jag ger vad som helst för lite solsken
Jag ger vad som helst för lite solsken är ett musikalbum av Fläskkvartetten som släpptes 22 september 1998. Carl-Michael Herlöfsson producerade albumet. Freddie Wadling medverkar och återgår på denna skiva till att sjunga på svenska. Singeln "Tåg & Flyg & Båt" är svensk text på Burt Bacharachs "Trains And Boats And Planes". Thomas Öberg från Bob Hund medverkar som textförfattare. Nina Persson sjunger på låten "Som Glas", som även var med i soundtracket till filmen "Tic Tac", från 1997, då med engelsk text.

## Låtlista[2]
1. Drömmande Oss - 1:07
2. Tåg & Flyg & Båt - 4:28  - (Text – Thomas Öberg, Musik – Burt Bacharach/Hal David)
3. Som Glas - 5:38 -  (Text - Wadling, Öberg)
4. Jag Ger Vad Som Helst För Lite Solsken - 3:48  - (Text - Wadling, Anders Holm)
5. En Chans - 4:49 -  (Text - Wadling, Öberg)
6. Borta Med Vinden - 4:44   - (Text - Wadling)
7. Ögat Sover Nu - 4:16  -  (Text - Öberg)
8. Kort Introduktion Til Nada Yoga - 3:21
9. Vägen Är Blockerad Av Ljud - 3:14  -  (Text - Öberg)
10. Jag Kan Ro - 5:41  -  (Text - Wadling)
11. Drömmande Vi - 6:14

## Musiker[2]
- Fläskkvartetten
  - Jonas Lindgren – violin
  - Örjan Högberg – viola
  - Mattias Helldén – cello
  - Sebastian Öberg – cello
  - Christian Olsson – slagverk
- Freddie Wadling - Sång
- Nina Persson - Sång på 3
- Harvinder Singh - Röst på 8
- Lizzie Zachrisson - Kör

Producent - Carl-Michael Herlöfsson